# Тротуар

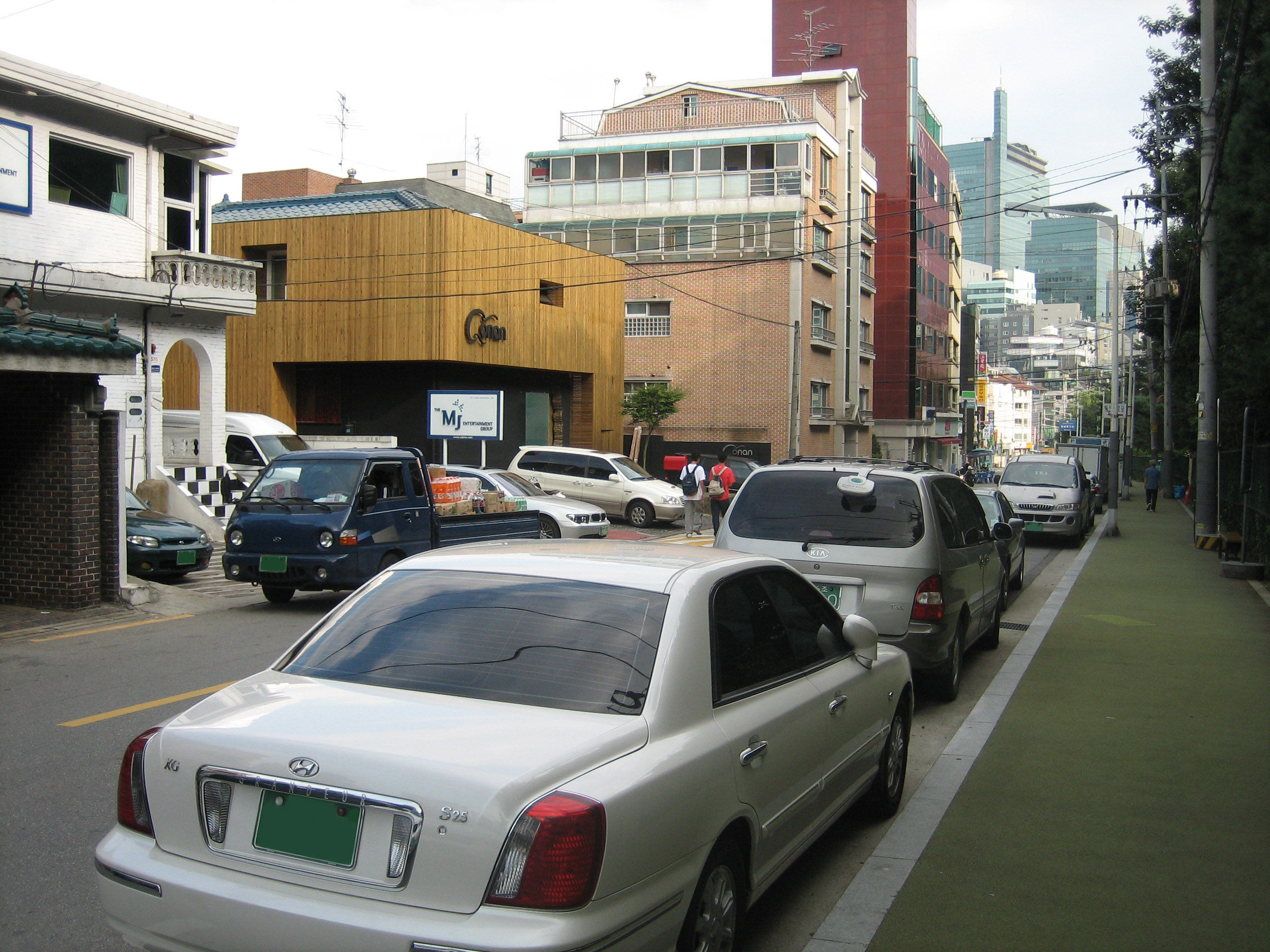
Праворуч машин — тротуар, відділяє його брівка

Тротуа́р (від фр. trottoir), хідни́к, панель — елемент вулиці, призначений для руху пішоходів, який прилягає до проїзної частини або відокремлений від неї газоном. Може розташовуватися нижче, вище, так і на одному рівні з дорогою.

## Призначення
Тротуар призначений тільки для пішоходців; рух транспортних засобів по тротуарах заборонений, за винятком роботи машин дорожно-експлуатаційних і комунальних служб, також підвезення вантажів до торгових та інших підприємств і об'єктів, та спеціальних доріжок для велосипедистів. Стоянка легкових автомобілів, мотоциклів, мопедів і велосипедів на тротуарі дозволена тільки в місцях, вказаних відповідними знаками. Або на краю тротуару, якщо для руху пішоходів залишається щонайменше 2 м.

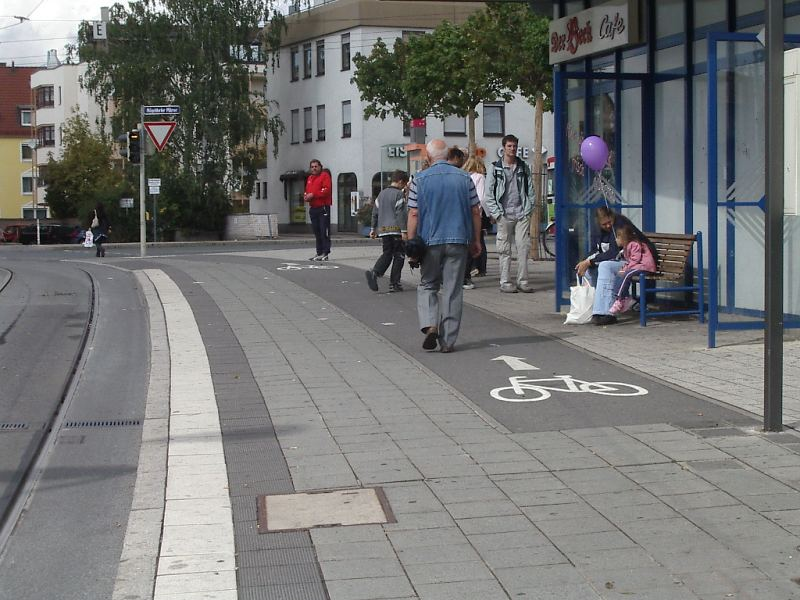
Доріжка для велосипедистів
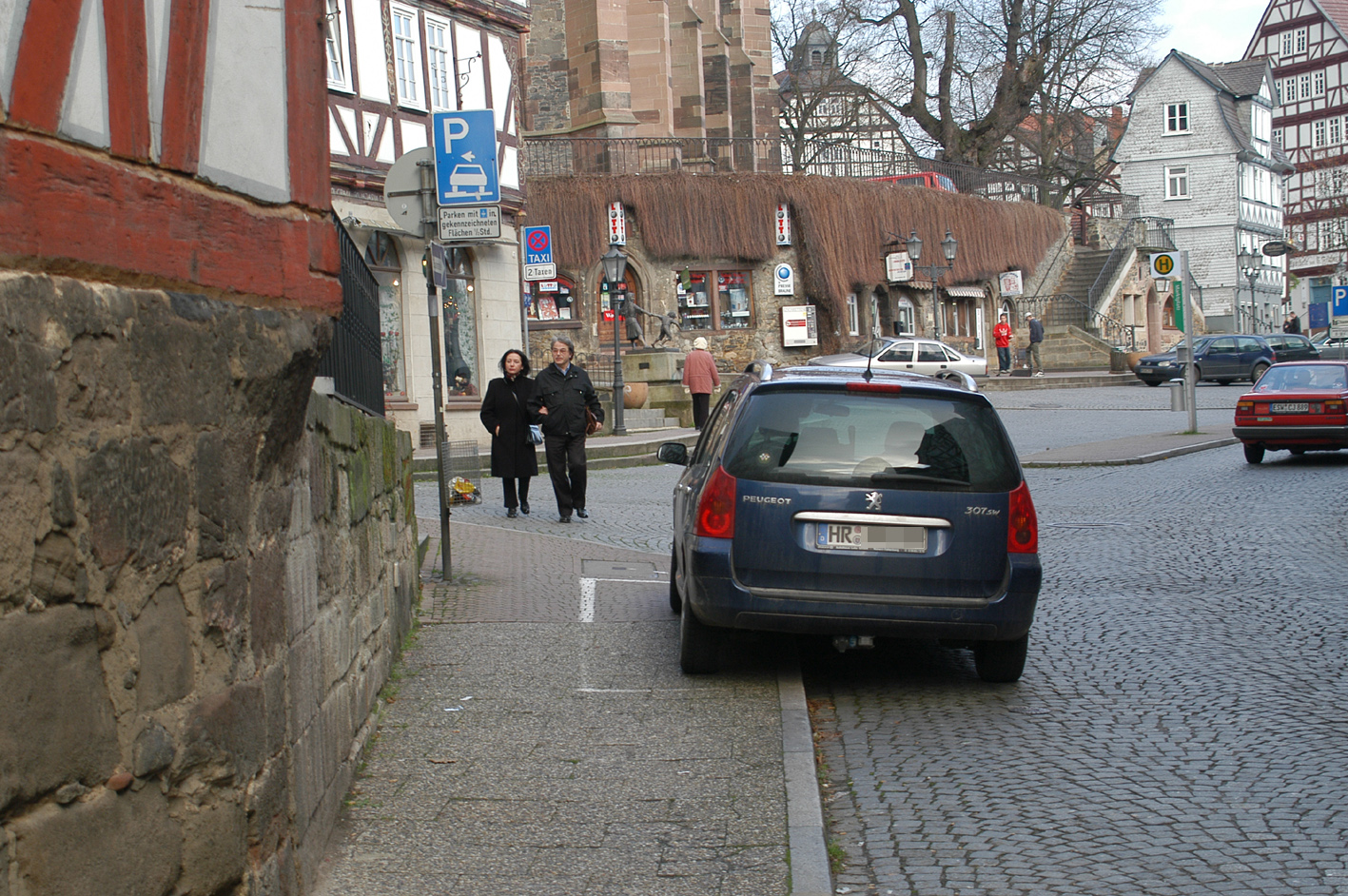
Місце для стоянки на тротуарі

## Облаштування
Тротуар відділяється від проїжджої частини бортовим каменем (бордюром), зазвичай припіднімаючись над нею на кілька сантиметрів. Між бордюром і полотном дороги може влаштовуватися риштак для відведення дощових і талих вод. Поверхня тротуару покривається асфальтом або брукується. Від проїжджої частини тротуар може відділятися невисокою огорожею або дорожніми тумбами.

## Безпека на тротуарі
Пересування тротуаром вимагає певної безпеки. Це забезпечується, зокрема, вирівнюванням ґрунтового покриття чи замощенням. Для освітлювання в нічну пору та для декоративних цілей на тротуарах розміщують світильники, які повинні забезпечувати нормовану освітленість.

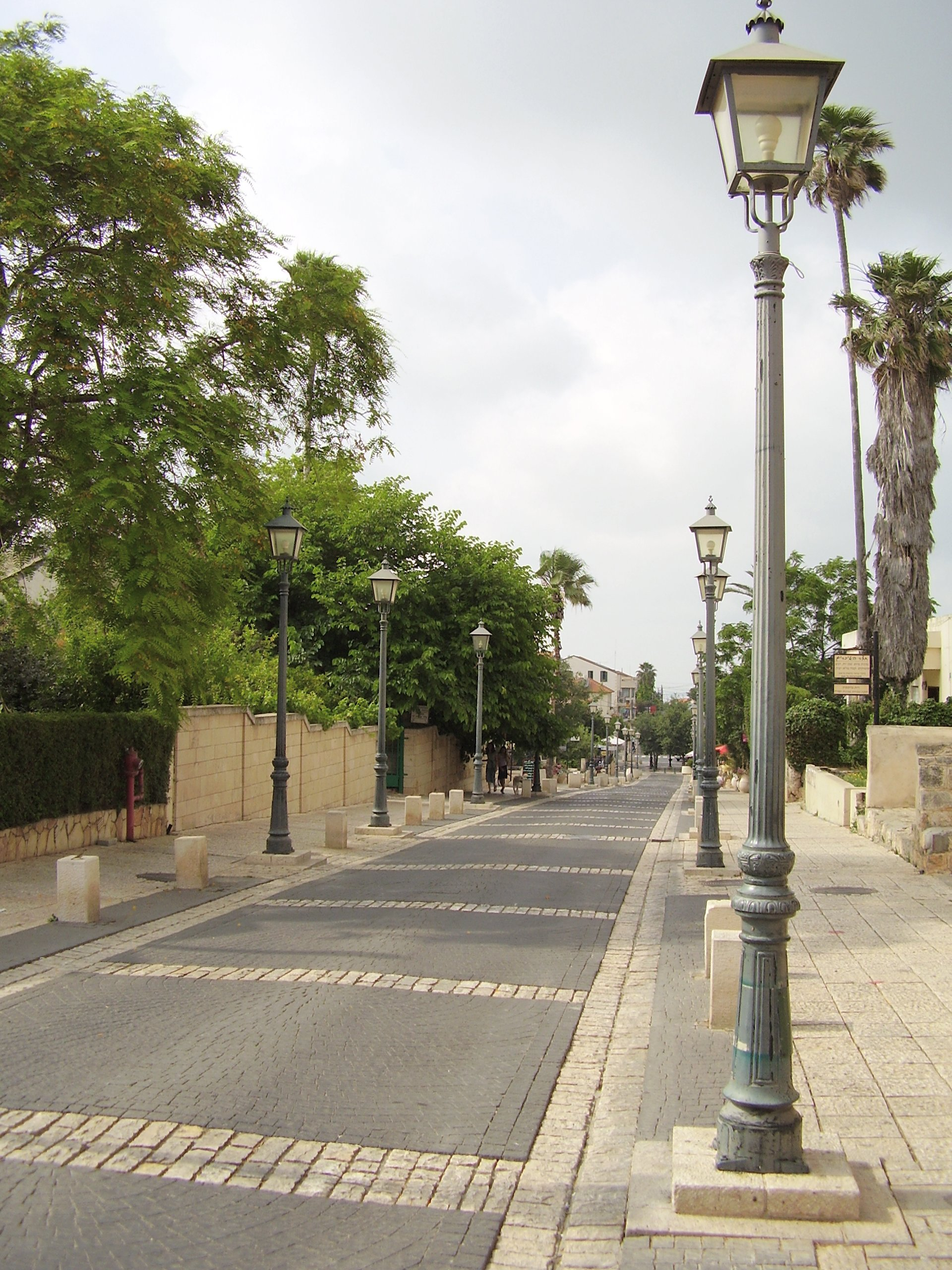
Світильники на тротуарі
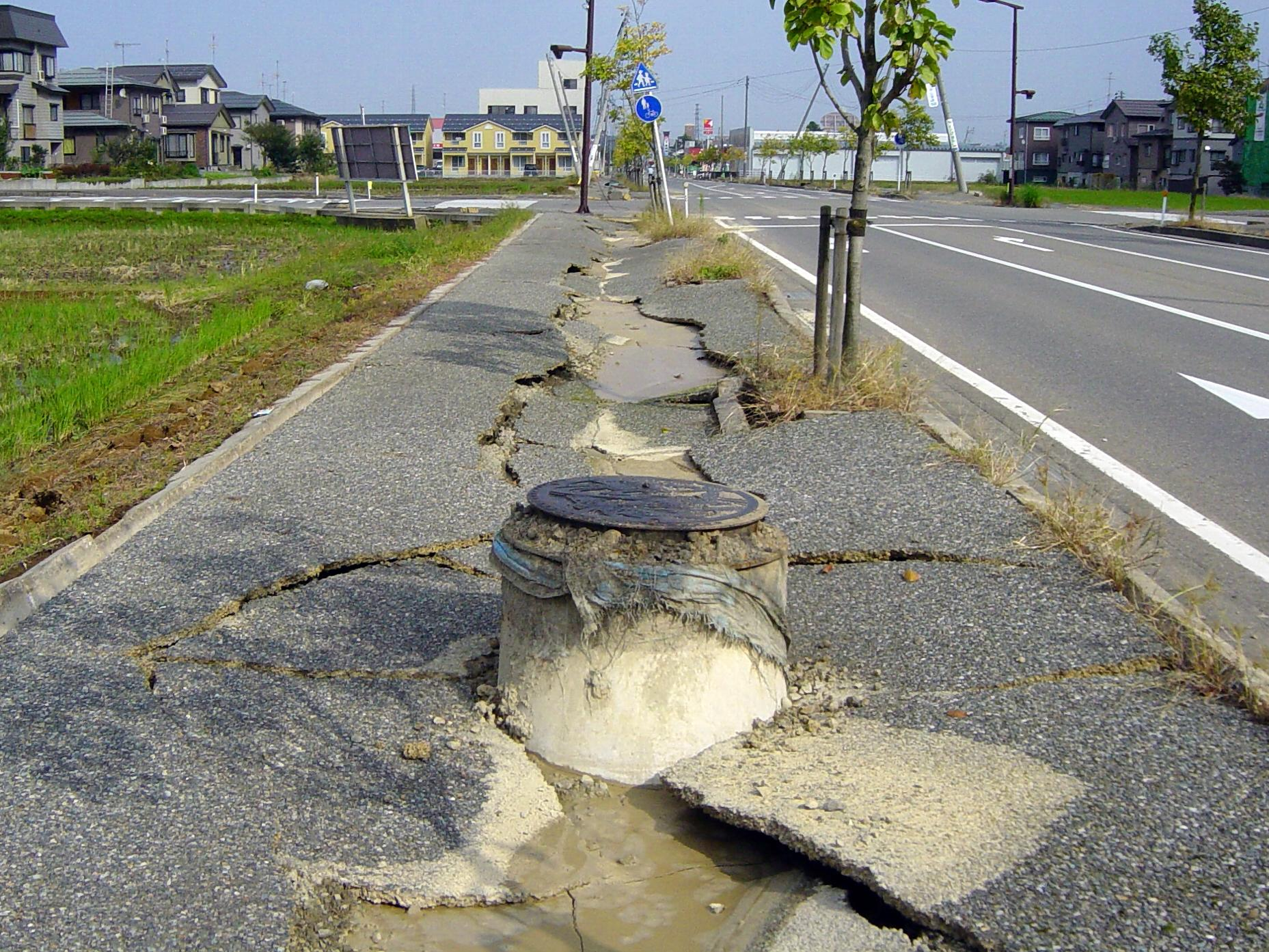
Пошкодження після землетрусу.

## Тротуар для безпеки руху
Тротуар є зоною для пішоходів. Це спеціалізована, виділена саме для пішоходів інженерна споруда, де вони можуть почувати себе безпечно. В окремих місцях, де вимагають того правила безпеки руху, тротуар огороджується огорожею. Тротуар є також елементом розміщення дорожніх знаків, світлофорів, інших інженерних пристроїв для забезпечення безпеки руху.

## Мережі під тротуаром
Зазвичай під тротуаром прокладаються інженерні мережі, зокрема, каналізація, кабельна лінія, водопровід тощо.

## Тротуар в архітектурі
Тротуар в архітектурі є формою, яка відділяє дорогу від споруд, є розмежувальною ланкою.

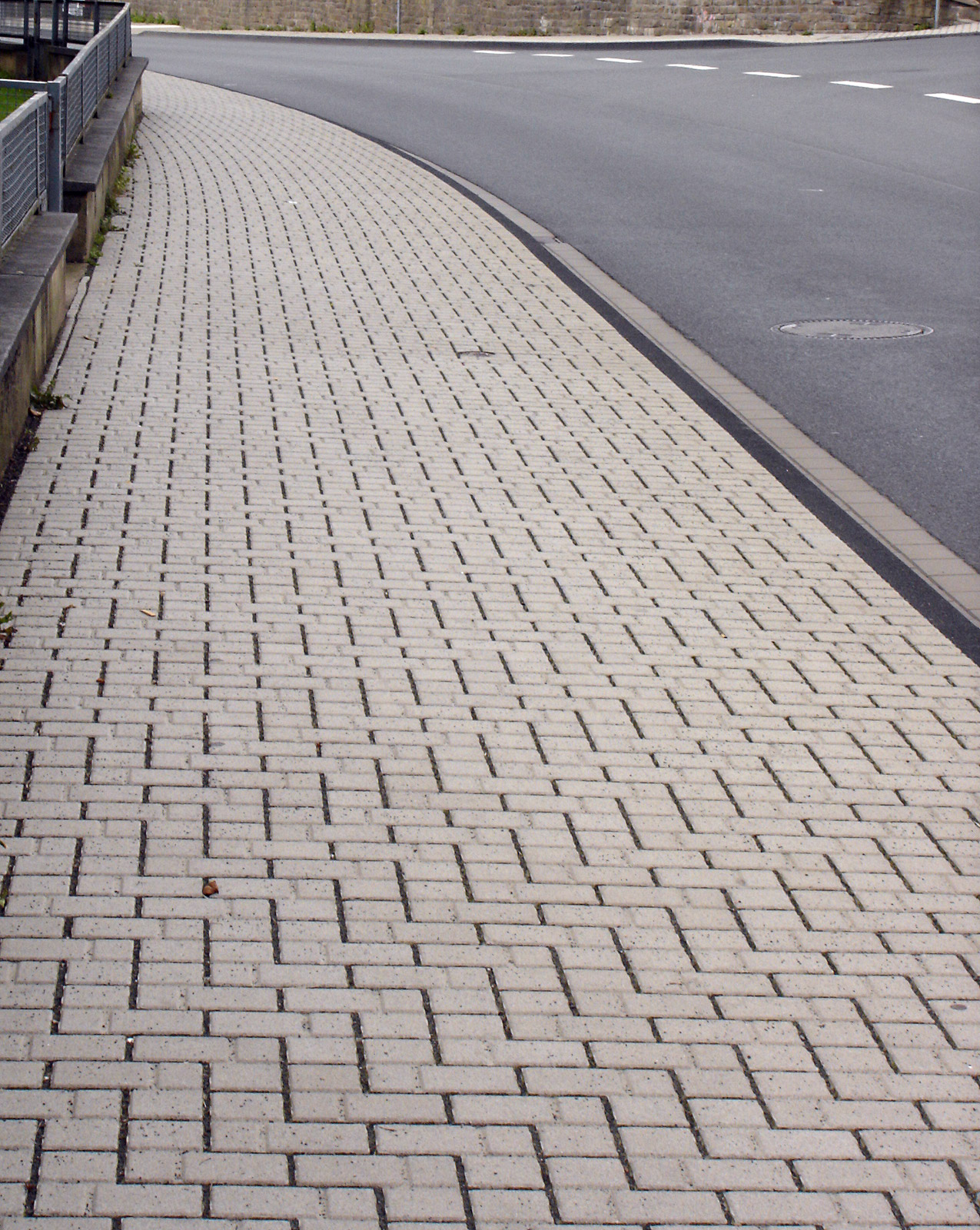
Замощення
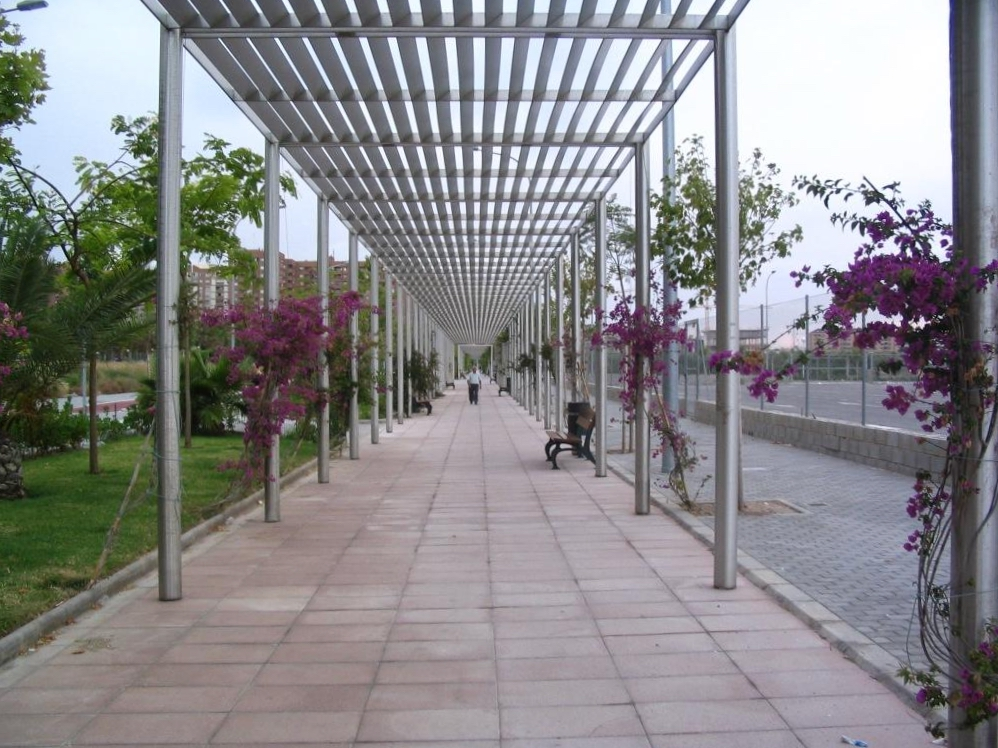
Тротуар з альтанкою від спеки, Валенсія